# Ochotnyj riad
Ochotnyj riad (ros. Охотный ряд) – stacja metra w Moskwie, na linii Sokolniczeskiej. Stacja została otwarta 15 maja 1935.
Stacja jest połączona ze stacją Tieatralnaja na linii Zamoskworieckiej i stacją Płoszczad´ Riewolucyi na linii Arbatsko-Pokrowskiej.